# Eneko Landaburu
Eneko Landaburu (París, 11 de marzo de 1948) es un político español.

## Biografía
Hijo del vicelendakari del Gobierno Vasco en el exilio Francisco Javier de Landaburu y hermano de los periodistas Gorka Landaburu y Ander Landaburu. Opuesto a las ideas políticas de su padre, fue diputado en el Parlamento Vasco por el PSOE y hasta 2009 fue director general de Relaciones Exteriores de la Unión Europea. En la actualidad, es jefe de la Delegación de la Unión Europea en el Reino de Marruecos.[cita requerida]